# Station Pitis
Station Pitis is een spoorweg- en metrostation in het stadsdeel Fuencarral-El Pardo van de Spaanse hoofdstad Madrid. Het station werd geopend op 25 mei 1964 en wordt bediend door de  de Cercanías en lijn 7 van de Madrileense metro.